# Adoxophyes croesus
Adoxophyes croesus es una especie de polilla del género Adoxophyes, tribu Archipini, subfamilia Tortricinae.

## Distribución
Se distribuye por Indonesia.

## Taxonomía
Fue descrita por Diakonoff en 1975 y publicada en Zoologische Mededelingen 48 (26): 297.